# Harold Manning
Harold Manning est un réalisateur, scénariste et producteur de radio franco-britannique né à Durham (Angleterre) le 26 mai 1968.

## Biographie

### Cinéma
Étudiant à la Sorbonne, Harold Manning suit les cours de cinéma du réalisateur Joseph Morder.
Son premier long métrage, Loin du front, réalisé en collaboration avec Vladimir Léon, est remarqué par la critique,. 
Il a aussi suivi les cours de scénario de La Fémis et enseigne dans cette école.
Ses documentaires sont principalement des entretiens avec des cinéastes (Sydney Pollack, Robert Redford, Hou Hsiao-hsien).
Scénariste ou dialoguiste, il collabore avec Joseph Morder (El cantor), Tsai Ming-liang, Marie-Christine Questerbert, Jaco Van Dormael ou Ari Folman.
Acteur, il a joué dans Les Cinéphiles 2 : Éric a disparu et Mr. Nobody.

### Théâtre
Au théâtre, il a été assistant à la mise en scène de Deborah Warner (Une maison de poupée avec Dominique Blanc, puis une dizaine de spectacles) ou de Bob Wilson (Quartett dans la version Isabelle Huppert).

### Radio
Il entre à France Inter grâce à Rebecca Manzoni dans son émission Eclectik en 2005, où il présente une chronique sur les salles de cinéma du monde. En 2010, il se voit confier une émission en tant que producteur, Au temps pour moi.

### Vie privée
Il est marié depuis 1987 à Françoise Tubaut.

## Filmographie
- 1998 : Loin du front (coréalisateur : Vladimir Léon)
- 2016 : Elle de Paul Verhoeven (adaptation du scénario en français)